# Walter Ormeño
Walter Ormeño, de son nom complet Francisco Walter Ormeño Arango (Lima, 3 décembre 1926 – Mexico, 4 janvier 2020), est un footballeur péruvien qui jouait au poste de gardien de but. Il s'est ensuite reconverti en entraîneur.
Sa grande taille (1,92 m) lui valut le surnom de El gigante de ébano « le géant d'ébène ».

## Biographie

### Carrière de joueur

#### En club
Walter Ormeño se forge très tôt un palmarès puisqu'il devient champion du Pérou en 1946, à l'âge de 20 ans, au sein de l'Universitario de Deportes, suivi d'un deuxième sacre trois ans plus tard. En 1950, il émigre à l'Huracán de Medellín (en) en Colombie, avant d'être acheté en 1952 par le Boca Juniors d'Argentine (après une pige au Mariscal Sucre entre 1951 et 1952). Mais il ne peut y percer, le poste de titulaire étant réservé à Julio Musimessi – l'un des meilleurs gardiens argentins des années 1950 – et doit se contenter de 11 matchs amicaux tous disputés en 1953 (21 buts encaissés). À la recherche de plus de temps de jeu, il s'enrôle en 1956 à Rosario Central où il joue les 30 matchs de la saison (46 buts encaissés).
Il revient au Pérou, à l'Alianza Lima, en 1957. Sa carrière connaît un deuxième souffle lorsqu'il part pour le Mexique en 1959 afin de jouer pour le Club América (jusqu'en 1961). Il aura également l'occasion de jouer pour le CD Zacatepec (1961), le CF Atlante (1962-1963) et le CD Morelia (1963-1964).

#### En équipe nationale
Auteur de 13 matchs avec l'équipe du Pérou entre 1949 et 1957 (pour 26 buts encaissés), Walter Ormeño est titulaire lors des sept matchs disputés par son pays lors du championnat sud-américain de 1949 au Brésil (le Pérou y atteint la 3e place). En 1952, il joue la 1re édition du championnat panaméricain au Chili (cinq matchs disputés).

### Carrière d'entraîneur
Échelonnée sur près de 40 ans, la carrière d'entraîneur de Walter Ormeño démarre en 1964 au CF Atlante. Très respecté au Mexique, il dirige les quatre équipes les plus importantes du championnat mexicain (Pumas UNAM, Club América, Cruz Azul et Chivas Guadalajara).
Véritable globe-trotter, il dirige tant au Costa Rica (Deportivo Saprissa) qu'en Inde (Dempo SC). Mais c'est au Guatemala qu'il se distingue en remportant cinq championnats comme directeur technique, quatre avec le CSD Comunicaciones et un avec le CSD Municipal.

### Décès
Walter Ormeño s'éteint le 4 janvier 2020 à Mexico. Il était âgé de 93 ans. Un club de football porte son nom, le Club Deportivo Walter Ormeño (es) de la province de Cañete au Pérou.

## Palmarès

### Palmarès de joueur

#### En club
| Universitario de Deportes - Championnat du Pérou (2) : - Champion : 1946 et 1949. |  | Boca Juniors - Championnat d'Argentine (1) : - Champion : 1954. |

#### En équipe nationale
Pérou
- Championnat sud-américain :
  - Troisième : 1949.

### Palmarès d'entraîneur
| CSD Comunicaciones - Championnat du Guatemala (4) : - Champion : 1971, 1972, 1979 et 1991. |  | CSD Municipal - Championnat du Guatemala (1) : - Champion : 1989. |